# Харківський комуністичний газетний технікум
Харківський комуністичний газетний технікум — навчальний заклад у Харкові, створений для підготовки працівників преси. 
Навчальний заклад заснований на початку 1930-х років при Українському комуністичному інституті журналістики при вул. 1 Травня, 18/20 у Харкові. Тут майбутніх працівників преси упродовж трьох років навчання ознайомлювали з характером газетної роботи, навчали основам журналістики. У 1935 році технікуму присвоєно ім’я письменника Миколи Островського. У тогочасних публікаціях також фігурує як технікум журналістики. Будівля технікуму не збереглася.
Серед випускників технікуму: Олесь Гончар, Ганна Матійко, Іван Рибалка. 